# 722
Évszázadok: 7. század – 8. század – 9. század
Évtizedek: 670-es évek – 680-as évek – 690-es évek – 700-as évek – 710-es évek – 720-as évek – 730-as évek – 740-es évek – 750-es évek – 760-as évek – 770-es évek
Évek: 717 – 718 – 719 – 720 –  721 – 722 – 723 – 724 – 725 – 726 – 727

## Események

### Európa
- Ine wessexi király Sussexbe vezet hadjáratot egy Ealdbert nevű száműzött kézre kerítésére. Ine felesége, Æthelburg elpusztítja Taunton erődjét, feltehetően azért hogy az ne jusson lázadók kezébe. Eközben a devoni britonok a hehili csatában legyőzik a wessexi szászokat.
- II. Gergely pápa Rómába rendeli Bonifatiust, hogy beszámoljon addigi missziós munkájáról a germánok között. Ezután püspökké szenteli őt és visszaküldi Germániába.
- III. León bizánci császár elrendeli minden zsidó és montanista megkeresztelését.

### Omajjád Kalifátus
- Az előző évi súlyos galliai kudarcot követően Anbasza ibn Szuhajm al-Kalbi al-andaluszi kormányzó csapatokat küld a kisebb kellemetlenségnek tekintett asztúriai felkelés leverésére. A felkelés vezetője, Pelagius a hegyek között egy szűk völgybe csalja a muszlimokat, majd egy barlangban elrejtett csapataival meglepetésszerűen megtámadja őket és döntő győzelmet arat felettük. A covadongai győzelemmel kezdődik el a reconquista.
- Örményországban a kazárok szétvernek egy arab sereget. II. Jazíd kalifa bosszúból 25 ezres hadsereget küld ellenük. A lovasnomád kazárok kitérnek a túlerőben levő muszlimok elől, akik kifosztják a fővárost, Balandzsart, majd visszavonulnak.

### Amerika
- Palenque megszűnik Toniná vazallusa lenni, kihasználva az ottani uralkodóváltást. Az addigi toninái kormányzó helyett III. Kʼinich Ahkal Moʼ Nahb király lép trónra.

## Születések
- I. Fruela, asztúriai király

## Halálozások
- Leudwinus, frank érsek
- Fergal mac Máele Dúin, ír nagykirály
- Mudzsáhid ibn Dzsabr, arab teológus

## Fordítás
- Ez a szócikk részben vagy egészben  a(z)   722 című angol Wikipédia-szócikk ezen változatának fordításán alapul.  Az eredeti cikk szerkesztőit annak laptörténete sorolja fel. Ez a jelzés csupán a megfogalmazás eredetét és a szerzői jogokat jelzi, nem szolgál a cikkben szereplő információk forrásmegjelöléseként.